# Gary Tobian
Gary Tobian, né le 14 août 1935 à Detroit, est un plongeur américain.

## Palmarès

### Jeux olympiques
- Melbourne 1956
  -  Médaille d'argent en plateforme 10 mètres
- Rome 1960
  -  Médaille d'or en tremplin 3 mètres
  -  Médaille d'argent en plateforme 10 mètres[1].